# Agave hookeri
Agave hookeri là một loài thực vật có hoa trong họ Măng tây. Loài này được Jacobi mô tả khoa học đầu tiên năm 1866.